# Llista de líders del projecte Debian
El Projecte Debian ha tingut els següents líders:
1. Ian Murdock (agost del 1993 – març del 1996), fundador del Projecte Debian
2. Bruce Perens (abril del 1996 – desembre del 1997)
3. Ian Jackson (gener del 1998 – desembre 1998)
4. Wichert Akkerman (gener del 1999 – març de 2001)
5. Ben Collins (furoner) (abril de 2001 – abril de 2002)
6. Bdale Garbee (abril de 2002 – abril de 2003)
7. Martin Michlmayr (març de 2003 – març de 2005)
8. Branden Robinson (abril de 2005 – abril de 2006)
9. Anthony Towns (abril de 2006 – abril 2007)
10. Sam Hocevar (abril 2007 – abril 2008)
11. Steve McIntyre (abril 2008 – abril 2010)
12. Stefano Zacchiroli (abril 2010 - abril 2013)
13. Lucas Nussbaum (abril 2013 - abril 2015)[1]
14. Neil McGovern (abril 2015 - abril 2016)
15. Mehdi Dogguy (abril 2016 - abril 2017)
16. Chris Lamb (abril 2017 - abril 2019)
17. Sam Hartman (abril 2019 -)